# Ectoedemia klimeschi
Ectoedemia klimeschi là một loài bướm đêm thuộc họ Nepticulidae. Nó được tìm thấy ở miền đông và tây nam Europe, nó đặc biệt phổ biến ở lưu vực Danube, từ tây Đức đến România. Nó cũng được tìm thấy ở miền đông Đức, Ba Lan, Thụy Sĩ và miền bắc Ý.
Sải cánh dài 6-8.2 mm. Con trưởng thành bay vào tháng 6 và tháng 7. Có một thế hệ một năm.
Ấu trùng ăn Populus alba. Chúng ăn lá nơi chúng làm tổ. 